# Imiougou-Natenga
Pour les articles homonymes, voir Imiougou et Natenga (homonymie).
Imiougou-Natenga est une localité située dans le département de Korsimoro de la province du Sanmatenga dans la région Centre-Nord au Burkina Faso.

## Géographie
Imiougou-Natenga est situé à 35 km au nord-ouest de Korsimoro, le chef-lieu du département, mais seulement à 15 km au sud de Mané. La capitale régionale Kaya est à 40 km au nord-est. Le village est traversé par la route départementale 40 reliant Mané à Ziniaré.

## Éducation et santé
Imiougou-Natenga accueille un centre de santé et de promotion sociale (CSPS) tandis que le centre hospitalier régional (CHR) se trouve à Kaya.
Le village possède deux écoles primaires publiques (A et B) ainsi que l'un des collèges d'enseignement général (CEG) du département.